# 22. пешадијска дивизија (Немачка)
22. десантна пешадијска дивизија Вермахта формирана је у Бремену 1935. У ратну формацију развијена је 1939. од регрута првог мобилизацијског таласа. Борила се у саставу немачких снага приликом инвазије Пољске, затим на Западном фронту 1940. и на Источном фронту 1941/1942.. У августу је пребачена у Грчку у састав 12. армије. У Грчкој јој је укинут десантне формације и категорисана је као гренадирска пешадијска дивизије. Од 1. јануара 1943, након реорганизације на Југоистоку, представља део Групе армија Е. У септембру 1943. учествовала је у насилном потчињавању и разоружавању окупационих италијанских снага. Борбом је поново запосела острва Кос (острво), Лерос и Самос.
Дивизија је била задужена за одбрану Крита. У септембру 1944. пребачена је у Македонију ради отварања пута за извлачење Групе армија Е. Од септембра до новембра учествовала је у борбама у Македонији, Косову и Санџаку. Крајем новембра добила је наређење да из Пријепоља изведе напад према југу против делова Другог ударног корпуса НОВЈ, ради садејства у пробоју 21. армијског корпуса из Подгорице на север. Овај напад одиграо је пресудну улогу у отварању коридора за 21. корпус и Ђуришићеве четнике.
Током јануара 1945. учествовала је у борбама за Власеницу. У фебруару 1945, извршавајући амбициозан план немачке врховне команде, нашла се у окружење на Дрини у околини Зворника, али се након тронедељних борби пробила преко Бијељине у Брчко. Приликом пробоја Сремског фронта, 22. дивизија је као резерва немачке одбране, пружила јак отпор у висини Ђакова и Плетернице. У саставу Групе армија Е положила је оружје пред Југословенском армијом у Словенији 15. маја 1945..